# 沃尔弗林根
沃尔弗林根是德国莱茵兰-普法尔茨州的一个市镇。总面积8.24平方公里，总人口522人，其中男性269人，女性253人（2011年12月31日），人口密度63人/平方公里。